# Patrouille des Glaciers

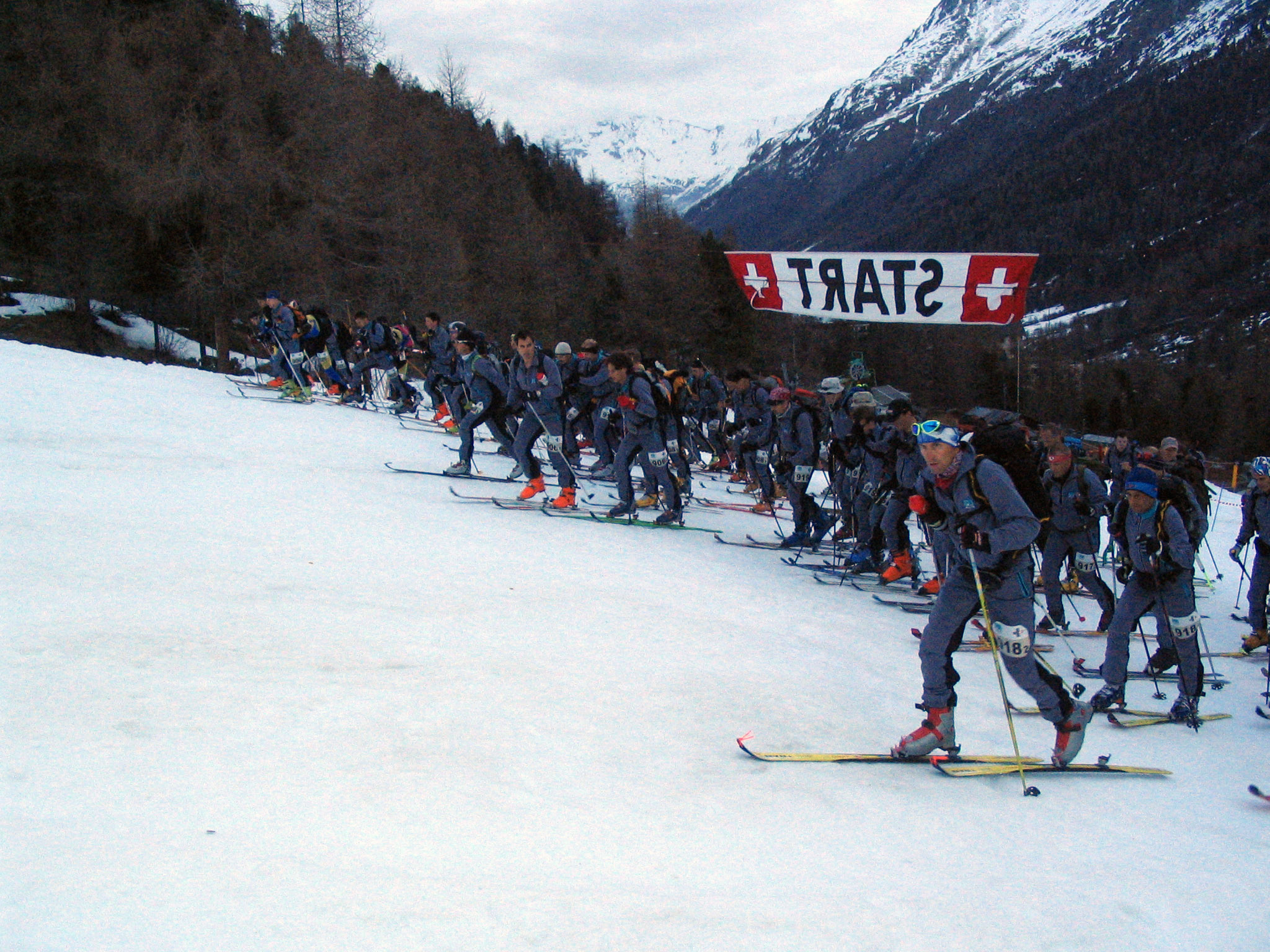
"Patrouille des Glaciers" (carrera alpina suïssa). Sortida de la carrera curta de l'any 2008

La Patrouille des Glaciers (PDG) (Patrulla de les Glaceres) és una carrera d'esquí de travessa que se celebra a Suïssa. És la més important de la seva categoria de tot el món. La seva primera edició data d'abril de 1943.
Realitzada originalment pel coronel Rodolphe Tissières i el capità Roger Bonvin, de l'antiga Brigada de Muntanya suïssa número 10. La finalitat era la comprovació, planificació i millora de la capacitat de lliurament i sacrifici de la tropa en el marc de la mobilització davant la Segona Guerra Mundial.
La competició està organitzada i dirigida per l'Exèrcit suís. Poden prendre part patrulles militars i civils, cadascuna composta de tres atletes. Es poden formar equips mixts d'homes i dones. El 2004, per primera vegada, va guanyar una patrulla no suïssa. El 2010 es va celebrar la catorzena edició (no té periodicitat anual).

## Esdeveniments rellevants
A causa de la guerra, entre 1944 i 1948 no va haver-hi esdeveniments esportius. El 1949 la travessa va ser prohibida a causa d'un accident mortal en el qual 3 homes del Departament Confederal Militar, tercera Patrouille, van perdre la vida en una esquerda d'una glacera del Mont-Miné-Gletscher, no sent trobats fins a vuit dies després. El 1983, amb la intermediació del cap militar d'instrucció Roger Mabillard, es va aixecar la prohibició i el 1984 va haver-hi una nova edició de la travessa.

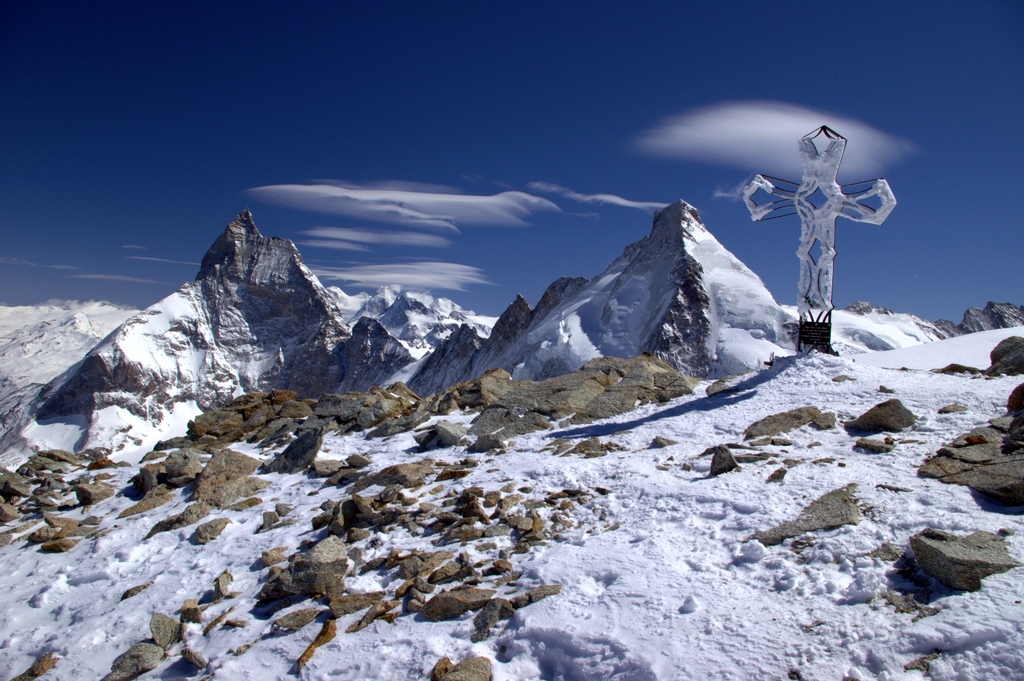
Tête Blanche, prop d'un punt de control

## Recorreguts
Hi ha dues opcions. Un trajecte muntanyenc extraordinari, llarg i per altures superiors a la mitjana, des de Zermatt fins a Verbier. Un segon trajecte que recorre una distància més curta des d'Arolla a Verbier, també a realitzar en una sola etapa. El recorregut llarg té més de 100 km (53 km en línia recta) amb un desnivell mitjà de 4.000 m per a l'ascens i el recorregut d'esquí. El trajecte que surt d'Arolla recorre una distància de 50 km (27 km en línia recta).
|  | Sortida 0 km: Zermatt (1616 m) 1. 8 km: Refugi de Schönbiel (2.694 m) 2. 16 km: Tête Blanche (3.650 m) 3. 20 km: Col Bertol (3.268 m) 23 km: Plans de Bertol (2.664 m) 1. 28 km: Arolla (1.986 m) 2. 33 km: Col de Riedmatten (2.919 m) 3. 35 km: Pas du Chat (2.581 m) 4. 38 km: La Barma (2.458 m) 5. 43 km: Rosablanche (3.160 m) 6. 47 km: Col de la Chaux (2.940 m) 7. 49 km: Les Ruinettes (2.192 m) Arribada 53 km: Verbier (1520 m) |
|  | |

El desnivell total és de 3.994 metres en pujada i 4.090 en descens.

## Reglament

### Categories
Els participants es divideixen en dos grups: civils i militars. Les categories són les següents (reglament de 2006):
- patrulles civils femenines
- patrulles civils masculines o mixtes
  - sènior I (suma d'edats de tres patrullers fins a 102 anys)
  - sènior II (suma d'edats de tres patrullers comprès entre 103 i 132 anys)
  - sènior III (les patrulles restants)
- patrulles militars femenines
- patrulles militars internacionals (només per al recorregut A)
  - militars I (suma d'edats de tres patrullers fins a 102 anys)
  - militars II (suma d'edats de tres patrullers comprès entre 103 i 132 anys)
  - militars III (les patrulles restants)
- patrulles civils internacionals femenines (només per al recorregut A2)
- patrulles civils internacionals masculines (només per al recorregut A2)

### Material
Casa patrulla ha d'estar equipada amb el següent material (reglament de 2006):
- un piolet de mínim 50 cm
- una brúixola, un altímetre
- tres arnesos d'escalada
- guants, capells, un sac
- una soga d'almenys 30 metres de llarg, una pala per a neu
- esquís amb vores metàl·liques
- pells de foca
- tres llanternes frontals, farmaciola d'urgència, ulleres
- tres dispositius de detecció de víctimes d'allaus